# Noah Martin

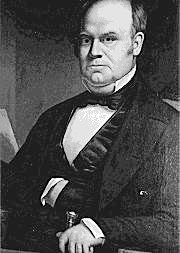
Noah Martin

Noah Martin (* 26. Juli 1801 in Epsom, Merrimack County, New Hampshire; † 28. Mai 1863 in Dover, New Hampshire) war ein US-amerikanischer Politiker und von 1852 bis 1854 Gouverneur des Bundesstaates New Hampshire.

## Frühe Jahre und politischer Aufstieg
Noah Martin studierte bis 1824 am Dartmouth College Medizin. Nach seinem erfolgreichen Examen wurde er, nach zwei Zwischenstationen, in Dover als Arzt tätig. Dort war er maßgeblich an der Gründung der medizinischen Vereinigung von Dover beteiligt. Er war auch Mitglied der medizinischen Vereinigung von New Hampshire. Martin wurde Mitglied der Demokratischen Partei. In den Jahren 1830, 1832 und 1837 war er Abgeordneter im Repräsentantenhaus von New Hampshire. Zwischen 1835 und 1836 gehörte er dem Staatssenat an. Im Jahr 1852 wurde er zum Gouverneur seines Staates gewählt.

## Gouverneur von New Hampshire
Noah Martin trat sein neues Amt am 3. Juni 1852 an. Nach einer Wiederwahl konnte er bis zum 8. Juni 1854 amtieren. In dieser Zeit förderte er unter anderem die Landwirtschaft. Er vertrat die Meinung, dass das Fach Landwirtschaft an den staatlichen Schulen unterrichtet werden müsse. Martin wurde auch Mitglied der landwirtschaftlichen Vereinigung von New Hampshire.  In der Staatsverwaltung trat er für eine Verlagerung von Teilen der öffentlichen Dienstleistungen in private Hände ein. Er setzte sich auch dafür ein, nicht mehr Eisenbahnlizenzen zu vergeben als wirtschaftlich erforderlich. Gleichzeitig wollte er die Eisenbahngesellschaften für Unfallschäden und Folgen haftbar machen, die durch Fehler des Personals verursacht wurden. Auf bundespolitischer Ebene unterstützte er den Präsidenten Franklin Pierce, der ebenfalls aus New Hampshire stammte. Er setzte sich für eine Fluchtregelung für aus den Südstaaten entflohene Sklaven ein, die dann vom Obersten Bundesgerichtshof unter dessen Vorsitzendem Richter Roger B. Taney verworfen wurde.

## Weiterer Lebenslauf
Nach dem Ende seiner Amtszeit zog sich Martin weitgehend aus der Politik zurück. Er nahm in Dover wieder seine Tätigkeit als Arzt auf. Gleichzeitig war er aber auch auf anderen Gebieten aktiv, so war er unter anderem Präsident einiger Banken. Nach wie vor war er Mitglied einiger medizinischen Vereinigungen. Noah Martin starb im Mai 1863. Mit seiner Frau Mary Jane Woodbury hatte er zwei Kinder.